# 東貴博
東 貴博（あずま たかひろ、本名：飛田 貴博（ひだ たかひろ）、1969年（昭和44年）12月31日 - ）は、日本のお笑いタレント。俳優。お笑いコンビ・Take2のボケ担当。一部番組では、東MAX（アズマックス）名義で出演している。
佐藤企画所属。東京都台東区浅草出身。血液型はO型。専修大学附属高等学校卒業。駒澤大学法学部政治学科中退。東八郎の次男（五人兄弟）。弟は東朋宏。
通称「東MAX」、「下町のプリンス」と呼ばれる。

## 経歴
東京都台東区浅草生まれ。1988年、18歳の時に父の東八郎が52歳の若さで脳出血のため急逝。父の一番弟子で親交の深かった萩本欽一の勧めで欽塾へ弟子入り。その後、同塾の後身として結成された欽ちゃん劇団へと移り、劇団員として活動する。
1994年、同じく劇団員であった深沢邦之とお笑いコンビ「Take2」を結成。1995年、相方・深沢の結婚や『タモリのSuperボキャブラ天国』（フジテレビ）の出演をきっかけに一躍有名になり、東はロングヘアーが売りのかっこよさと三枚目キャラのギャップが受けて人気が上昇。「下町のプリンス」または「魅惑のサラブレッド」の異名を得る。1996年、『はなまるマーケット』（TBS）に情報プレゼンターとして2003年までレギュラー出演（Take2として）。以来ソロ活動が増え、さまざまなバラエティ番組や舞台等で活動するようになる。2000年7月、父の十三回忌追悼公演『86の13 〜数珠もってこい!!法事の代わりに舞台しますSPECIAL〜』で座長・脚本・主演を務めた。演出：萩本欽一、共演：はしのえみ、有田哲平、土田晃之、西尾季隆、ノッチなど。
2001年2月21日、大瀧詠一の代表曲『A面で恋をして』の替え歌『冷麺で恋をして』を、小滝詠一名義でリリース（パロディ作詞：高田文夫）。オリコン初登場99位を記録。2004年からは、東京の軽演劇を継承すべく結成された「伊東四朗一座」（座長・伊東四朗）「熱海五郎一座」（座長・三宅裕司）の座員として毎年公演を行っている。2005年10月3日から2006年9月29日まで『東貴博 ニッポン全国 ラジベガス』（月 - 金、ニッポン放送）でメインパーソナリティを1年間務め、2006年10月2日から2008年8月28日までは後番組の『東貴博のヤンピース』（月 - 木、ニッポン放送）のメインパーソナリティを2年間務めた。2006年11月20日、初代たいとう観光大使に任命される。ただし、スケジュールの都合で任命式は欠席。2008年、DREAMS COME TRUEデビュー20周年記念のプロジェクトの一環として制作されたWEBコンテンツ「DCT-TV 3・2・1・0!」において、中村正人の相手役を務める。同年、自伝的小説『ニセ坊ちゃん』を幻冬舎より刊行。12月24日から12月25日にかけて放送した『第34回ニッポン放送ラジオ・チャリティー・ミュージックソン』において、萩本欽一、新保友映とともにパーソナリティを務める。
2011年10月8日、交際中の安めぐみと年内にも婚姻届を提出する予定であることが報道された。12月12日、映画イベントにて交際相手の安めぐみがプロポーズされたことを明らかにし、その後所属事務所側も正式に認めた。同月212月21日、婚姻届を提出したことを直筆のコメントで発表した。2015年3月17日に第1子となる長女が誕生。恩師である萩本に子供の命名の相談をしたという。
2021年1月26日、駒澤大学法学部政治学科に社会人特別入試で受験して合格したことをラジオ番組で報告。大学入学は長年の夢で、小学校受験をした娘と同じ「1年生」だという。
2024年1月23日、妻・安めぐみの第二子出産を報告。2月27日、パーソナリティを務めるラジオ番組『高田文夫のラジオビバリー昼ズ』（ニッポン放送）火曜日の生放送中に駒沢大学法学部政治学科に退学届を出して中退した事を発表した。

## 人物
お坊ちゃまキャラを逆手に取って一万円札やクレジットカード、金塊（模型）で汗や涙を拭くという定番のギャグを持つ。
2006年の第88回全国高等学校野球選手権大会において、ハンカチで汗を拭く姿が話題を呼んだ斎藤佑樹が「ハンカチ王子」と呼ばれているのに対抗して、自身のことを「万札王子」と名乗っていたこともあった。しかし、2015年3月17日に第1子となる娘が誕生して以降は、娘への影響なども考えてこのギャグを封印している。

### 名前の由来
名前である貴博の「博」は、1970年に開催された日本万国博覧会（万博）の「博」から採られた（東は1969年の大晦日生まれ）。

### 家族
母（旅館経営者の娘で、化粧品販売店を営み家計を助けていた）、6歳上の兄、2歳下の妹、4歳下の妹、7歳下の弟（東朋宏）。
『踊る!さんま御殿!!芸能人家族SP』（2010年7月27日放送）での共演を契機として弟・東朋宏と2人での番組出演が増え、2010年時点では相方・深沢邦之との共演回数を上回る状況であった。
実家は浅草の商店街のラーメン屋。

### 趣味・嗜好
金魚を飼育し、自宅には東八郎の遺影や形見のロレックス、レコードを保管している。また、サーフィンも趣味としている。

### 資格
温泉ソムリエ、江戸文化歴史検定の2級を取得している。

### 交友関係
藤森慎吾は同じマンションの隣人であった。

### 仕事についてのエピソード
自身を「ロケ芸人」と名乗るほど、毎日のように日本中のどこかでロケを行っている。これは干されている（冷遇）わけでなく本人がロケを希望しており、「ロケは素人とのカラミが多い。自分は芸能人だから必ず光って見えるから」と話している。
2000年代後半以降の芸能活動はほとんどレポーターがメインとなり産地名物の紹介、観光地や田舎暮らしの紹介などテレビの露出度は相当増えている。『銭形金太郎』では田舎の「ビンボーさん」の家に泊まりに行くことが多かった。
バラエティでは重宝される雛壇芸人の一人であり、『きよしとこの夜』ではワンコーナー司会を任されており確実に進行役を務める安定感のある芸風も持ち味。
また、芸人雑学王の一人であり、雑学の知識が豊富と自負している。クイズ番組での活躍が多く、『オールスター感謝祭』では総合ランキングでベスト10入りすることが多く、2005年秋は3位、2006年春・2009年秋には2位に入っている。『爆笑問題の検索ちゃんスペシャル』（芸能界雑学王No.1決定戦）などでは毎回優勝を争っている。
テレビ出演の仕事が主だが、舞台の仕事も積極的に引き受けている。2004年に旗揚げした伊東四朗座長による「伊東四朗一座」（伊東がスケジュールの都合で舞台出演できない年は、三宅裕司座長による「熱海五郎一座」として開催される）には毎年出演しており、2007年にはTV・ラジオ等の仕事と平行して『産隆大学応援団』、『熱海五郎一座』、『社長放浪記』の3本の舞台に出演。東自身も2009年に演劇ユニット「FIRE HIP'S」を旗揚げした。
2010年6月20日、浅草にもんじゃ焼き店「浅草MJ」をオープン。東がオーナーで、ホールスタッフとして弟・朋宏やアンバランス・山本栄治など後輩芸人が働く。2023年末に西五反田・不動前駅前へ屋号は替えず移転。古坂大魔王がオーナーに加わっている。

## エピソード
- 小学校4年生の時、友人と山手線の電車にマヨネーズをかける悪戯で補導された時、駅員に説教された他、普段は温厚だった父親に「何で小学4年にもなってマヨネーズの使い方がわからないんだ！マヨネーズは野菜にかけて食べるものだ。山手線は緑色だけど野菜じゃない」などとも説教された[14][15]。
- 高校時代不登校（授業のサボタージュなど）を起こし卒業が危ぶまれた時期があり、この窮状を見かねた学校が八郎に通報し、八郎が貴博を諭してくれたことにより、この危機の脱出に成功したことを語っている。
- 槙原敬之の尊敬してやまないほどのファンで、インタビューなどで好きな曲を尋ねられると、歌詞に共感できるという理由で必ず「もう恋なんてしない」と回答。2008年5月11日放送分の音楽番組『Music Lovers』でも思い出の曲として、この曲を挙げている（この回はR35特集）。その後、2008年11月6日放送分の同番組で槙原が特集された際にゲストとして出演し、槙原と念願の対面を果たした。東の公式サイトには、槙原との2ショット写真が掲載されている。ニッポン放送で放送されていた『東貴博 ニッポン全国 ラジベガス』では『アズマッキーの「言わないよ絶対!」』というタイトルのコーナーが存在したほどだった[16]。
- 2007年に出演した今井雅之演出による舞台『産隆大学応援団』のパンフレットによると、今井はこれまで続けてきた自身が作・演出・主演する『WINDS OF GOD』は、固定のイメージを付けたくないとの理由で無名の役者をオーディションで選んで来たが、この作品に関しては今井本人が主演に東を抜擢した。今井曰く「名指しのキャスティングは今回が初めて」。また、今井はパンフレット内で東に対して「演出家としていろんなことに挑戦してみたい…そんな欲を掻き立ててくれる役者さん」と評している。このパンフレット内の今井と東の対談で東は「舞台はいろんな仕事の中で自分自身への投資」と語っている。
- 桃アレルギーを患っている[17]。一方で、そうめんが大好物[18]。

## 出演
コンビとしての出演はTake2の項目を参照。

### 現在の出演番組

#### テレビ（レギュラー）
- 所さんの学校では教えてくれないそこんトコロ!（テレビ東京） - アンジャッシュと隔週交代で出演。「東MAX」名義を使用
- なるほどプレゼンター!花咲かタイムズ（CBCテレビ）- MC
- うたなびMAX!!（TOKYO MX）

#### テレビ（不定期）
- 新春!お笑い名人寄席（テレビ東京、2011年 - （毎年1月2日）） - 司会

#### ラジオ
- 高田文夫のラジオビバリー昼ズ（ニッポン放送） - 火曜日パーソナリティ

### 過去の出演番組

#### バラエティ・情報番組
- お笑いオンステージ（NHK総合、幼少時代）
- F2-X（フジテレビ）
- ネプリーグ (2005年6月20日‐2015年3月2日、6回出演)
- 新ウンナンの気分は上々。（TBS）
- いきなり!黄金伝説。（テレビ朝日）
- 銭形金太郎（テレビ朝日）
- 新タイムショック（テレビ朝日）
  - 超タイムショック（テレビ朝日）※2009年10月9日の第6回優勝者
- ザ・クイズマン!（テレビ朝日）- レギュラー
- きよしとこの夜（NHK総合）
- オレワン（フジテレビ）- 熱々もんじゃ早食いオレワン提案者
- うたばん（TBS）
- 爆笑問題の検索ちゃん（テレビ朝日）- 準レギュラー
- にっぽん菜発見 そうだ、自然に帰ろう（ABC） - 4週に1度の出演
- 今すぐ使える豆知識　クイズ雑学王（テレビ朝日）
  - 雑学王（テレビ朝日）準レギュラー
- おもいッきりDON!（日本テレビ） - 後番組の『DON!』にも引き続き出演。
- どうする?東京（TOKYO MX）司会
- DON!（日本テレビ） - 金曜レギュラー。2011年1月7日以降は「2代目 東八郎」名義で出演。
- 女神のマルシェ（日本テレビ、2012年4月 - 2024年9月）
- 旅MAX〜山里の魅力創造社（CBCテレビ、2015年7月19日 - 2015年12月13日） - 本放送のほか、前日に『プレ旅MAX』として放送される10分間のプレ番組にも出演。
- ドライブ A GO!GO!（テレビ東京） - 不定期出演。
- おとなの学力検定スペシャル小学校教科書クイズ!（日本テレビ） - ゲストパネラー。
- 三宅裕司のふるさと探訪〜こだわり田舎自慢〜（BS日テレ） - 2019年2月より5月まで三宅裕司療養期間中の代理進行役。
- 和風総本家（テレビ大阪）
- おはよう朝日です（ABCテレビ、2013年4月 - 2020年10月1日）- 木曜コメンテーター。
- 超達人店ビール探訪（BS日テレ、2013年4月 - 12月） - ビール訪ね人（ナビゲーター）
- 直撃LIVE グッディ!　(フジテレビ、2015年9月28日 - 2017年3月31日) - 月曜パネラー
- ハワイに恋して（BS12トゥエルビ、2016年1月 - 2017年） - MC[19]
- 内村さまぁ〜ずシリーズ（TOKYO MXほか） - 年に1回、定期的に出演
- 世界・ふしぎ発見!（TBS） - ゲスト解答者、不定期出演

#### ラジオ
- 東貴博 ニッポン全国 ラジベガス（ニッポン放送、2005年10月3日 - 2006年9月29日）
  - 東貴博のヤンピース（ニッポン放送、2006年10月2日 - 2008年8月28日）
- 東貴博のオールナイトニッポンR（ニッポン放送、単発）
- ラジオコメディー みんな大好き!（NHKラジオ第1） - 準レギュラー
- オールナイトニッポンR 決戦!お笑い有楽城（ニッポン放送、2008年4月 - 2016年4月・2018年9月15日（毎年春と秋の2回）） - 司会
- 東貴博の電話でGO!GO!（ニッポン放送、2008年10月5日 - 2009年3月）
- 第34回ラジオ・チャリティ・ミュージックソン（ニッポン放送、2008年12月24日 - 12月25日）
- 東貴博のドンと行こうぜ!（TBSラジオ、2019年4月3日 - 9月25日）

### テレビドラマ
- 3番テーブルの客（フジテレビ、1997年2月10日）
- WHO!?（TBSテレビ）
- きららの仕事（TBSテレビ）
- おみやさん3（テレビ朝日）
- こころ（NHK総合）
- 夢駆ける大地〜私、牛を飼います（NHK総合）
- 仮面の女（TBSテレビ）
- 月曜ドラマスペシャル「二十六夜参り」（TBSテレビ）
- 松本清張ドラマスペシャル・霧の旗（日本テレビ）
- 怪物くん完全新作スペシャル!!（日本テレビ）
- プレミアムドラマ「欽ちゃんの初恋」（2012年8月19日、NHK BSプレミアム） - ナレーション
- 浅見光彦シリーズ33（TBSテレビ） - 大山警部 役
- 天使の耳 -交通警察の夜-（2023年3月20日、NHK BS4K / 2023年6月10日、NHK BSプレミアム / 2024年4月2日・9日、NHK総合）- 山村刑事課長 役[20]
- 24時間テレビ ドラマスペシャル「欽ちゃんのスミちゃん 〜萩本欽一を愛した女性〜」（日本テレビ、2024年8月31日） - 東八郎 役[21]

### 映画
- 欽ちゃんのシネマジャック（1994年）
- のぞき事件簿 / 盗み撮り!美女痴態（1996年）
- ちゃんこ（2005年）
- あかね空（2007年）
- ALWAYS 続・三丁目の夕日（2007年）
- 誰も守ってくれない（2009年）

### 舞台
- 86の13 〜数珠もってこい!!法事の代わりに舞台しますSPECIAL〜（2000年、作・主演）
- 伊東四朗一座（2004年、2005年、2008年）
  - 熱海五郎一座（2006年、2007年、2010年、2012年～） - 2014年より深沢邦之とダブルキャスト
  - 伊東四朗一座・熱海五郎一座合同公演（2009年、2011年）
- 大騒動の小さな家（2005年） - 深沢邦之とダブルキャスト
- 産隆大学応援団（2007年、主演）
- 社長放浪記（2007年）
- 東貴博プロデュース FIRE HIP'S 第1回公演 HAPPY HAPPY BIRTHDAY（2009年）
  - 東貴博プロデュース FIRE HIP'S 第2回公演 THEラストパーティー〜世にもおバカな男たち〜（2010年）
  - 東貴博プロデュース FIRE HIP'S 第3回公演 MY LAST カーニバル!!（2011年）
  - 東貴博プロデュース FIRE HIP'S 第4回公演 ハートブレイクダンス!!（2012年）
  - 東貴博プロデュース FIRE HIP'S 第5回公演 こちら自由の丘学園（2013年）
  - 東貴博プロデュース FIRE HIP'S 第6回公演 殺・人・現・bunny（2014年）
  - 東貴博プロデュース FIRE HIP'S 第7回公演 THE ホーンテッド・アパート（2015年）
  - 東貴博プロデュース FIRE HIP'S 第8回公演 海の家の物語（2016年）
  - 東貴博プロデュース FIRE HIP'S 第9回公演 選挙へゴー！ゴゴー！！（2017年）

### WEBコンテンツ
- DCT-TV 3・2・1・0!（2008年 - 2009年）

### アーティストPV
- w-inds.「TOKYO」（2008年7月2日）友情出演

## 作品

### 小説
- ニセ坊ちゃん（幻冬舎、2008年）

## FIRE HIP'S
2009年に旗揚げした演劇ユニット。ユニット名であるFIRE HIP'Sの由来は「ケツ（尻）に火が付く」という意味から。東が座長で、毎年8月に自らプロデュース・作・演出の公演を行っている。脚本は2000年の『86の13』で経験済みだが、演出は初めてとなる。監修は高田文夫、アドバイザーは金沢達也。テーマソングは古坂大魔王が担当。
メンバーは東のほか、
- はなわ
- 山本栄治（アンバランス）
- やまもとまさみ
- 伽代子
- 浜谷健司（ハマカーン）
- 神田伸一郎（ハマカーン）
- 東朋宏

はなわの伝手でゲストに毎回女性アイドルが出演する。
1. 時東ぁみ
2. 虎南有香
3. 中村知世
4. 大堀恵 - この公演がきっかけで金沢と結婚[22]。
5. 久住小春、春香クリスティーン
6. にわみきほ
7. 遠藤舞
8. 石川恋
9. 永島聖羅